# Ставровский завод автотракторного оборудования
Ставровский завод автотракторного оборудования (СтАТО) — предприятие-производитель автомобильных компонентов, расположенное в посёлке Ставрово Собинского района Владимирской области. Является градообразующим предприятием посёлка, что отражено даже на его гербе, входит в число крупнейших промышленных предприятий Владимирской области.
Завод является одним из базовых поставщиков модулей стеклоочистки для российских автосборочных заводов, таких как АвтоВАЗ, ГАЗ, КАМАЗ, ПАЗ, а также предприятий Белоруссии и Украины. Известны многочисленные случаи наличия в продаже подделок этой продукции завода. Планируются инвестиции в улучшении качества этого вида продукции.
Развивается как индустриальный парк, на территории парка успешно работают следующие компании:
- «Ставрово Отомотив Систем», производство бензобаков для Renault, российский филиал франко-бельгийской компании Inergy, запущенный в 2009 году. Инвестиции в этот проект составили около 5 миллионов долларов США[9];
- «СТИС-Владимир», производство стеклопакетов большого формата, входит в группу компаний СТиС;
- «Ставровский комбинат СПОРТ», производство спортинвентаря, входит в Национальную спортивную компанию «ЭФСИ»;
- запускается совместное производство с французской компанией Tramico по изготовлению внутренней обивки для VW и Renault;
- запускается производство владимирского филиала голландской компании Schoeller Arca Systems по изготовлению пластиковой оборотной тары для доставки продуктов, товаров и материалов;
- «Модульные котельные системы», проектирование, производство, монтаж, сервис, реконструкция(производственный участок общей площадью 10 000 кв. м).

## История
Организован по Постановлению Совета Министров СССР и приказа Министра автомобильной промышленности на базе бывшей ткацко-красильной фабрики "Ставровский завод «Автонасос» (1946). Переданные предприятию производственные помещения были капитально отремонтированы, приобретено и смонтировано оборудование, налажено электросиловое хозяйство. Выпуск продукции начат в 1947 году.
В 1952 году предприятие было реконструировано, принято дополнительное оборудование с Московского завода «Красная звезда», с Владимирской ТЭЦ было организовано мощное электроснабжение.
В 1962 году предприятие получило современное наименование. Через пять лет (1967) проведены техническое перевооружение и новая реконструкция предприятия, в 1970—1972 годах развернуто строительство новых производственных корпусов, а также очистных сооружений, построены жилые дома для новых сотрудников.
С 1975 года на заводе было налаживается производство широкого ассортимента автооборудования, а также медицинской техники.
В январе 1995 года предприятие вступило в Торгово-промышленную палату Владимирской области.
В июле 2006 года Ставровский завод автотракторного оборудования отметил свой 60-летний юбилей.